# Ніндорф
Ніндорф (нім. Nindorf) — громада в Німеччині, розташована в землі Шлезвіг-Гольштейн. Входить до складу району Дітмаршен. Складова частина об'єднання громад Міттельдітмаршен.
Площа — 8,72 км2. Населення становить 1137 ос. (станом на 31 грудня 2020).

## Галерея

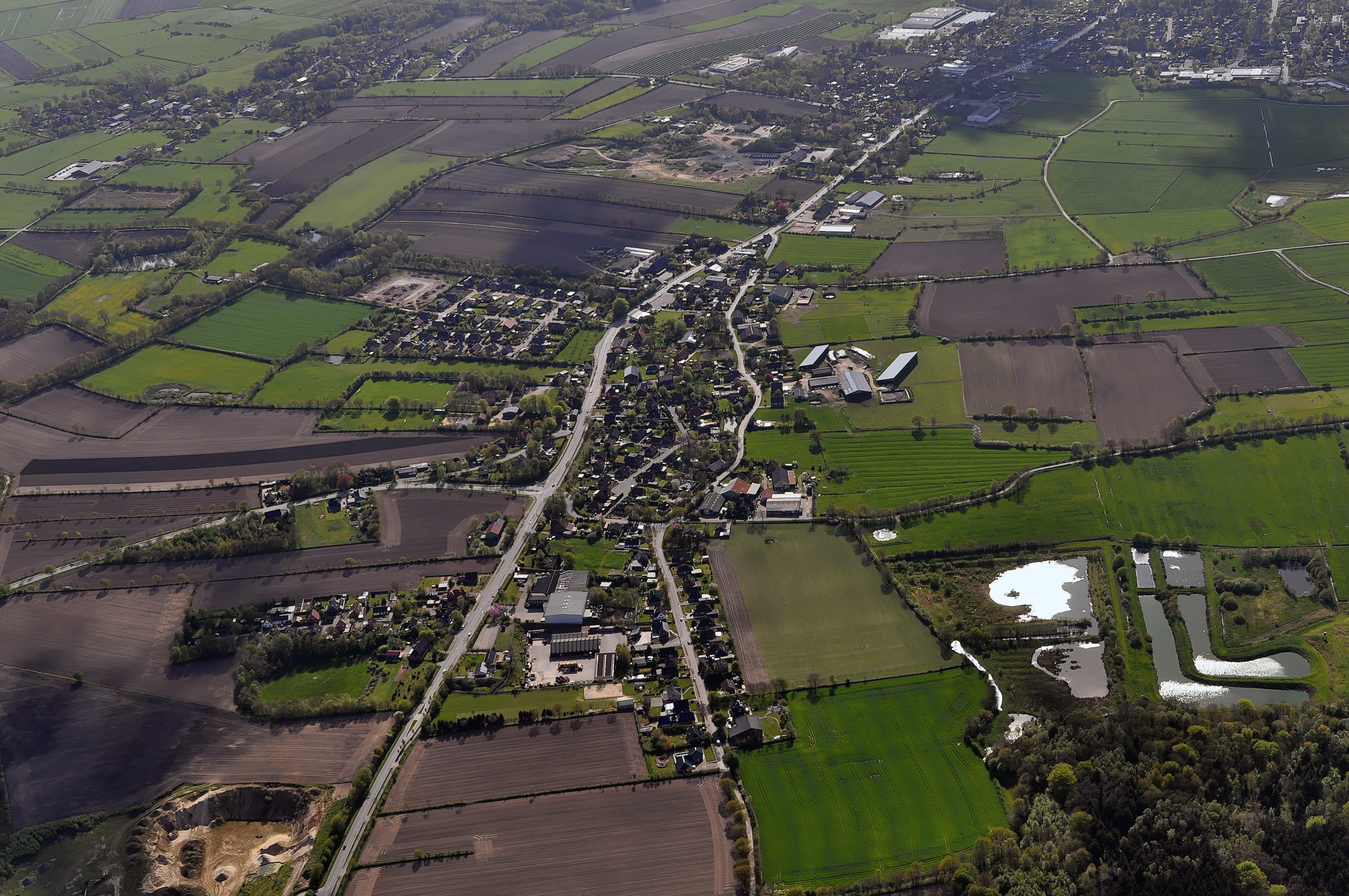